# Лілія (заказник)
Лі́лія — ботанічний заказник місцевого значення в Україні. Розташований у межах Рахівського району Закарпатської області, на північний схід від села Видричка. 
Площа 1 га. Статус надано згідно з рішенням 12 сесії 21 скликання обласної ради від 31.05.1993 року. Перебуває у віданні Богданської сільської ради. 
Статус надано з метою збереження місць зростання рідкісної рослини — лілії цибулинконосної (Lilium bulbiferum).